# 소녀함대
《소녀함대》(중국어: 舰姬)는 2017년에 출시된 비디오 게임이다.